# Fedia Damianov
Fedia Damianov, né le 14 août 1950 à Vidin, est un céiste bulgare. 

## Carrière
Fedia Damianov participe aux Jeux olympiques de 1972 à Munich et remporte la médaille de bronze en C-2 1000m avec Ivan Burtchin.